# Hal Cooper
Hal Cooper est un réalisateur, producteur et acteur américain né le 23 février 1923 à New York et mort le 11 avril 2014 à Los Angeles.

## Filmographie

### comme réalisateur
- 1959 : Un coeur en balance (For Better or Worse) (série télévisée)
- 1960 : The Clear Horizon (en) (série télévisée)
- 1963 : The Art Linkletter Show (série télévisée)
- 1965 : Gidget (en) (série télévisée)
- 1966 : That Girl (série télévisée)
- 1969 : My World and Welcome to It (en) (série télévisée)
- 1971 : All in the Family (série télévisée)
- 1971 : Funny Face (en) (série télévisée)
- 1971 : Getting Together (en) (série télévisée)
- 1972 : Sanford and Son (série télévisée)
- 1972 : Bobby Jo and the Good Time Band (TV)
- 1973 : Love Thy Neighbor (série télévisée)
- 1974 : Apple's Way (en) (série télévisée)
- 1974 : Jerry (TV)
- 1975 : Au fil des jours (One Day at a Time) (série télévisée)
- 1976 : The Dumplings (en) (série télévisée)
- 1976 : All's Fair (en) (série télévisée)
- 1978 : Another Day (en) (série télévisée)
- 1978 : Free Country (en) (série télévisée)
- 1980 : Phyl & Mikhy (en) (série télévisée)
- 1981 : Love, Sidney (en) (série télévisée)
- 1982 : Million Dollar Infield (TV)
- 1983 : A Fine Romance (en) (TV)
- 1986 : The Stiller & Meara Show (en) (série télévisée)
- 1989 : Starting Now (TV)
- 1995 : Too Something (en) (série télévisée)
- 1996 : Joyeuse pagaille (en) (Something So Right) (série télévisée)
- 2001 : Pop-Up Brady (série télévisée)

### comme producteur
- 1949 : The Magic Cottage (en) (série télévisée)
- 1972 : Maude (série télévisée)

### comme acteur
- 1956 : The Edge of Night (série télévisée) : Paul Roberts (1956-1957)